# Kongres Parlamentu Francuskiego
Kongres Parlamentu Francuskiego (fr. Congrès du Parlement français) - instytucja Republiki Francuskiej. Jest to wspólne posiedzenie Zgromadzenia Narodowego i Senatu, zwoływane do Pałacu Wersalskiego w celu przeprowadzenia zmian we francuskiej konstytucji.